# قواع الرأس
قواع الرأس (الاسم العلمي: Lepus capensis) أو قواع بني او قواع صحراوي هو نوع من الثدييات يتبع فصيلة الأرانب ضمن رتبة الأرنبيات. يستوطن أفريقيا ومناطق الخليج العربي ويمتد حتى الهند.

## الوصف
يُعد قُواع الرأس من الأنواع النموذجية للأرانب، إذ يمتلك أرجلاً قوية ومتطورة تُمكنه من القفز والجري، بالإضافة إلى عيون وأذنين كبيرتين تساعدانه على رصد التهديدات في بيئته. غالبًا ما يُحيط بالعين حلقة بيضاء. يتميز بفراء ناعم ودقيق يختلف لونه بين البني الفاتح، والأحمر المائل إلى البني، والرمادي الرملي. ومن الأمور غير المعتادة بين الثدييات، أن الأنثى أكبر حجمًا من الذكر، وهو مثال على ما يُعرف بالازدواجية الجنسية.